# Hypsocephalus
Hypsocephalus és un gènere d'aranyes araneomorfes de la subfamília Erigoninae, dins de la família Linyphiidae.
Fou descrit per primera vegada per Alfred Frank Millidge l'any 1976.

## Distribució
Es pot trobar a Europa.

## Llista d'espècies
Segons The World Spider Catalog 12.0:
- Hypsocephalus huberti (Millidge, 1975)
- Hypsocephalus nesiotes (Simon, 1914)
- Hypsocephalus paulae (Simon, 1918)
- Hypsocephalus pusillus (Menge, 1869)